# Jugeals-Nazareth
Pour les articles homonymes, voir Nazareth (homonymie).
Jugeals-Nazareth est une commune française située dans le département de la Corrèze en région Nouvelle-Aquitaine.

## Géographie
Commune située dans l'aire d'attraction de Brive-la-Gaillarde. La commune est arrosée par le ruisseau de Planchetorte et par la Couze qui y prennent leurs sources, et bordée au sud-est par la Tourmente.
Jugeals-Nazareth est issu du rassemblement de la commune de Jugeals et du lieu-dit de Nazareth en 1924. Jugeals était une paroisse ancienne devenue commune à la Révolution. Nazareth resta lieu-dit de la commune de Turenne bien que très proche de Jugeals. Cette proximité amena ses habitants à demander leur rattachement à Jugeals pour plus de commodité, la mairie étant de l'autre côté de la route et celle de Turenne à six kilomètres.

### Localisation
Les communes limitrophes sont  Brive-la-Gaillarde, Cosnac, Nespouls, Noailles et Turenne.

### Climat
Pour des articles plus généraux, voir Climat de la Nouvelle-Aquitaine et Climat de la Corrèze.
Historiquement, la commune est exposée à un climat océanique aquitain.  
En 2020, Météo-France publie une typologie des climats de la France métropolitaine dans laquelle la commune est dans une zone de transition entre le climat océanique altéré et le climat de montagne et est dans la région climatique  Ouest et nord-ouest du Massif Central, caractérisée par une pluviométrie annuelle de 900 à 1 500 mm, maximale en automne et en hiver.
Pour la période 1971-2000, la température annuelle moyenne est de 11,9 °C, avec  une amplitude thermique annuelle de 15,5 °C. Le cumul annuel moyen de précipitations est de 1 095 mm, avec 12,6 jours de précipitations en janvier et 7,3 jours en juillet. Pour la période 1991-2020, la température moyenne annuelle observée sur la station météorologique la plus proche, située sur la commune de Nespouls à 6 km à vol d'oiseau, est de 12,6 °C et le cumul annuel moyen de précipitations est de 836,4 mm,. Pour l'avenir, les paramètres climatiques de la commune estimés pour 2050 selon différents scénarios d’émission de gaz à effet de serre sont consultables sur un site dédié publié par Météo-France en novembre 2022.

## Urbanisme

### Typologie
Au 1er janvier 2024, Jugeals-Nazareth est catégorisée commune rurale à habitat dispersé, selon la nouvelle grille communale de densité à 7 niveaux définie par l'Insee en 2022.
Elle est située hors unité urbaine. Par ailleurs la commune fait partie de l'aire d'attraction de Brive-la-Gaillarde, dont elle est une commune de la couronne,. Cette aire, qui regroupe 80 communes, est catégorisée dans les aires de 50 000 à moins de 200 000 habitants,.

### Occupation des sols
L'occupation des sols de la commune, telle qu'elle ressort de la base de données européenne d’occupation biophysique des sols Corine Land Cover (CLC), est marquée par l'importance des territoires agricoles (58,2 % en 2018), en diminution par rapport à 1990 (65,1 %). La répartition détaillée en 2018 est la suivante : prairies (46,5 %), forêts (33 %), zones agricoles hétérogènes (11,6 %), zones urbanisées (8,9 %).
L'évolution de l’occupation des sols de la commune et de ses infrastructures peut être observée sur les différentes représentations cartographiques du territoire : la carte de Cassini (XVIIIe siècle), la carte d'état-major (1820-1866) et les cartes ou photos aériennes de l'IGN pour la période actuelle (1950 à aujourd'hui).

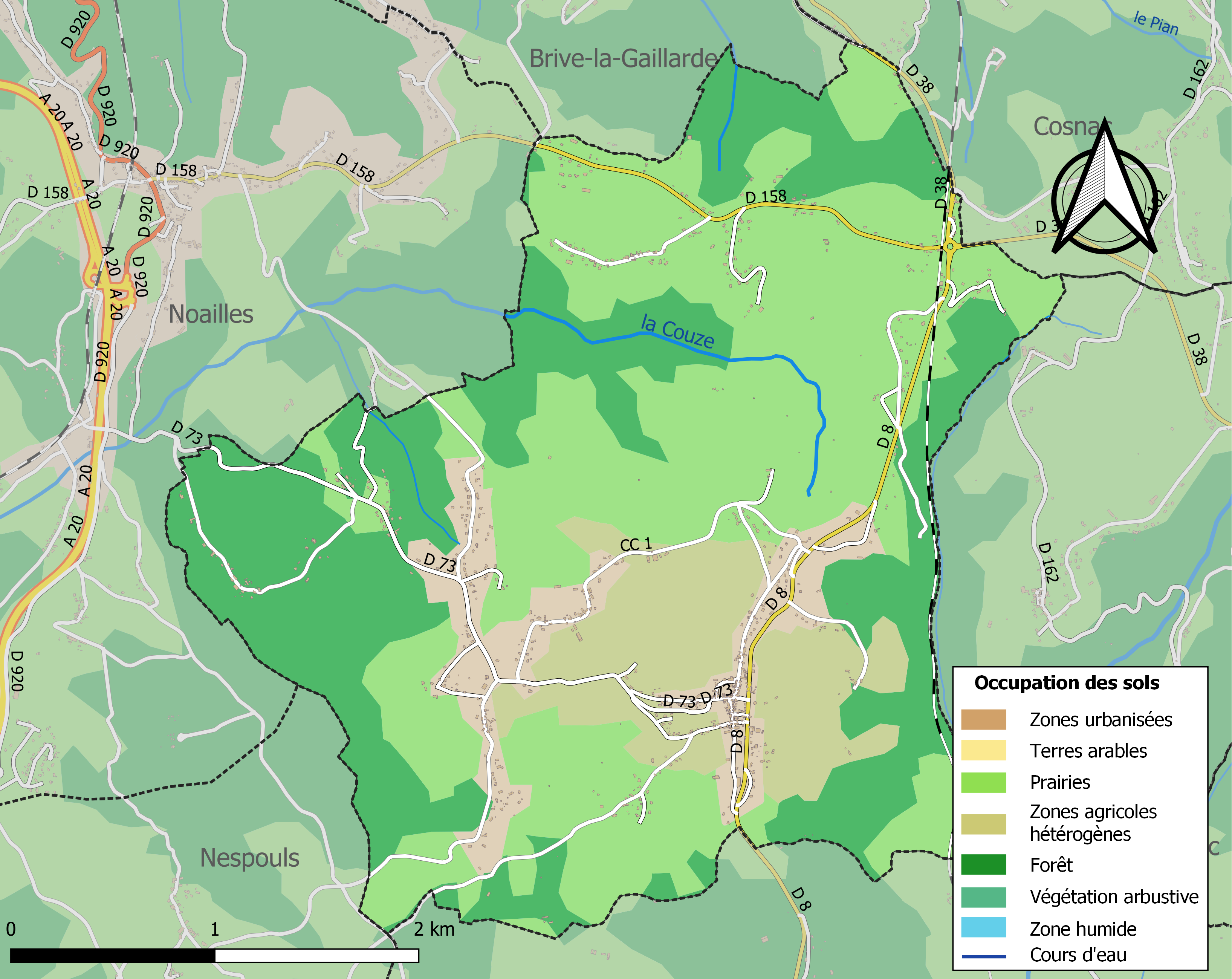
Carte des infrastructures et de l'occupation des sols de la commune en 2018 (CLC).

### Transport routier
- Réseau Réseau interurbain de la Corrèze

### Risques majeurs
Le territoire de la commune de Jugeals-Nazareth est vulnérable à différents aléas naturels : météorologiques (tempête, orage, neige, grand froid, canicule ou sécheresse), feux de forêts, mouvements de terrains et séisme (sismicité très faible). Un site publié par le BRGM permet d'évaluer simplement et rapidement les risques d'un bien localisé soit par son adresse soit par le numéro de sa parcelle.

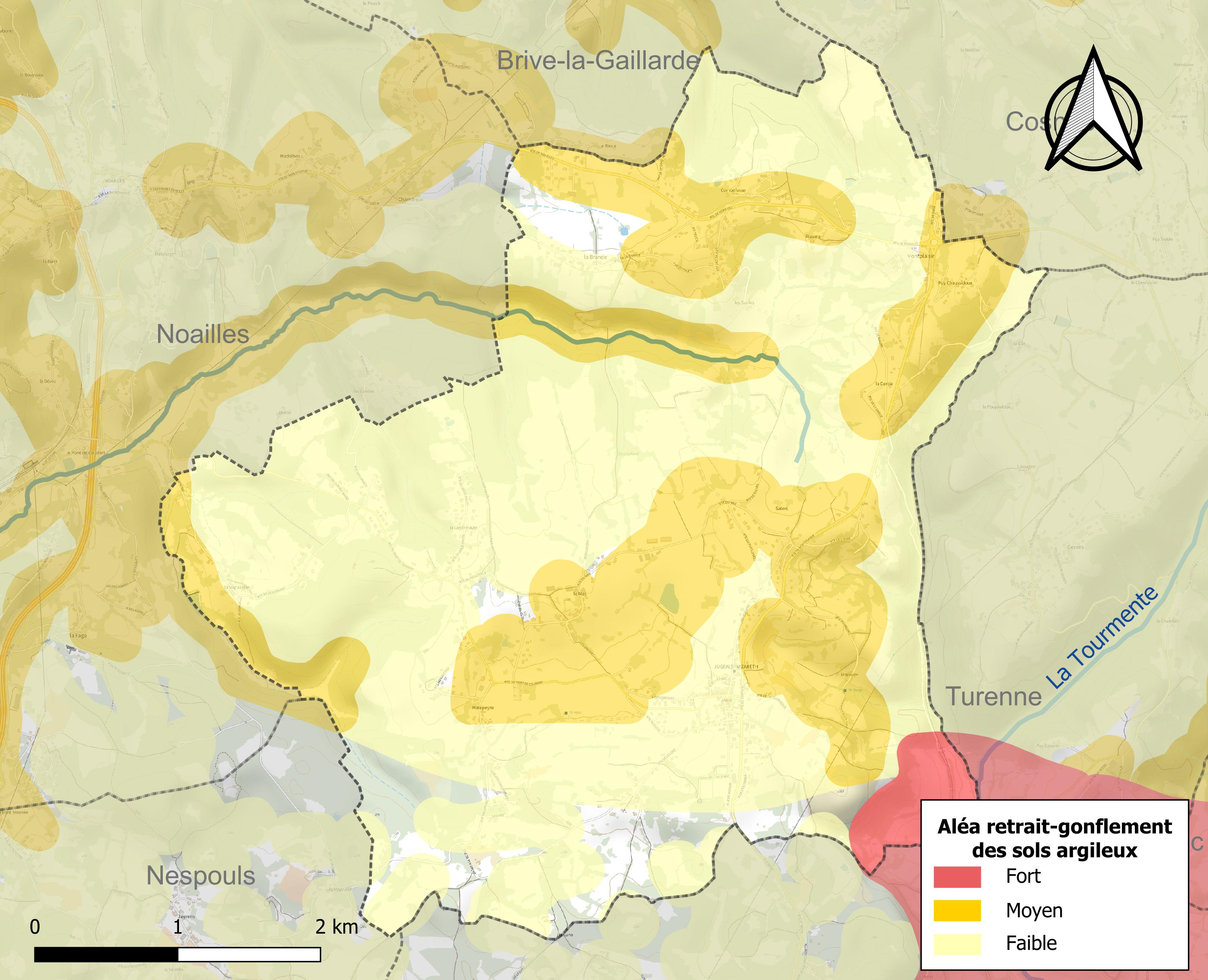
Carte des zones d'aléa retrait-gonflement des sols argileux de Jugeals-Nazareth.

La commune est vulnérable au risque de mouvements de terrains constitué principalement du retrait-gonflement des sols argileux. Cet aléa est susceptible d'engendrer des dommages importants aux bâtiments en cas d’alternance de périodes de sécheresse et de pluie. 34,8 % de la superficie communale est en aléa moyen ou fort (26,8 % au niveau départemental et 48,5 % au niveau national). Sur les 447 bâtiments dénombrés sur la commune en 2019,  194 sont en aléa moyen ou fort, soit 43 %, à comparer aux 36 % au niveau départemental et 54 % au niveau national. Une cartographie de l'exposition du territoire national au retrait gonflement des sols argileux est disponible sur le site du BRGM,.
Concernant les feux de forêt, aucun plan de prévention des risques incendie de forêt (PPRIF) n’a été établi en Corrèze, néanmoins le code de l’urbanisme impose la prise en compte des risques dans les documents d’urbanisme. Le périmètre des servitudes d'utilité publique et des zones d'obligation légale de débroussaillement pour les particuliers est quant à lui défini pour la commune dans une carte dédiée. 

## Toponymie
Jugeals-Nazareth tient son « Nazareth » du temps des croisades au Moyen Âge, lorsque Élie de Malemort à son retour de la première croisade, décida de donner le nom de Nazareth à cette bourgade, apparemment pour bénir et aider les nombreux lépreux qui vivaient dans une léproserie présente à l'époque.

## Histoire

### Préhistoire
Les habitants du néolithique ont peuplé le territoire de la commune de Jugeals-Nazareth ; des fouilles ont été pratiquées et ont permis de découvrir des dolmens et des emplacements d'anciennes bâtisses.

### XXesiècle
En 1933, de jeunes juifs fuyant le régime hitlérien s'y installent et créent une ferme collective, un kibboutz dénommé Makhar ; ils quittent leur ferme en 1935,,.
Durant l'occupation allemande, la commune abrite un camp de maquisards, le groupe Grandel, près du hameau de La Vapaudie,. Édouard Valéry y est le futur responsable départemental des FTP.

## Politique et administration
| Période    | Période   | Identité        | Étiquette | Qualité  |
| ---------- | --------- | --------------- | --------- | -------- |
| avant 1995 | ?         | Elie Dupuy      | PCF       |          |
| mars 2001  | 2008      | Antoine Lamagat |           |          |
| mars 2008  | mars 2014 | André Boucherie |           |          |
| mars 2014  | en cours  | Gérard Bagnol   |           | Retraité |

## Démographie
L'évolution du nombre d'habitants est connue à travers les recensements de la population effectués dans la commune depuis 1793. Pour les communes de moins de 10 000 habitants, une enquête de recensement portant sur toute la population est réalisée tous les cinq ans, les populations de référence des années intermédiaires étant quant à elles estimées par interpolation ou extrapolation. Pour la commune, le premier recensement exhaustif entrant dans le cadre du nouveau dispositif a été réalisé en 2005.

En 2022, la commune comptait 951 habitants, en évolution de −0,52 % par rapport à 2016 (Corrèze : −0,59 %, France hors Mayotte : +2,11 %).
| 1793 | 1800 | 1806 | 1821 | 1831 | 1836 | 1841 | 1846 | 1851 |
| ---- | ---- | ---- | ---- | ---- | ---- | ---- | ---- | ---- |
| 440  | 452  | 410  | 423  | 482  | 457  | 485  | 479  | 480  |

| 1856 | 1861 | 1866 | 1872 | 1876 | 1881 | 1886 | 1891 | 1896 |
| ---- | ---- | ---- | ---- | ---- | ---- | ---- | ---- | ---- |
| 506  | 761  | 469  | 465  | 432  | 427  | 410  | 400  | 391  |

| 1901 | 1906 | 1911 | 1921 | 1926 | 1931 | 1936 | 1946 | 1954 |
| ---- | ---- | ---- | ---- | ---- | ---- | ---- | ---- | ---- |
| 352  | 324  | 307  | 251  | 241  | 346  | 364  | 284  | 258  |

| 1962 | 1968 | 1975 | 1982 | 1990 | 1999 | 2005 | 2006 | 2010 |
| ---- | ---- | ---- | ---- | ---- | ---- | ---- | ---- | ---- |
| 245  | 241  | 311  | 502  | 604  | 687  | 776  | 781  | 853  |

| 2015 | 2020 | 2022 | - | - | - | - | - | - |
| ---- | ---- | ---- | - | - | - | - | - | - |
| 942  | 960  | 951  | - | - | - | - | - | - |

## Culture locale et patrimoine

### Lieux et monuments
- L'église Saint-Gilles d'Athènes de Jugeals d'époque romane[29]. La voûte du chœur décorée de peintures murales a été classée au titre des monuments historiques en 1928[30].
- La chapelle Notre-Dame-de-Nazareth.
- Le stade Marcelin-Bachier.

### Héraldique
| Blason de Jugeals-Nazareth | Blason  | Écartelé : aux 1er et 4e d'azur à la fasce d'or accompagnée de trois étoiles, 2 en chef et 1 en pointe, aux 2e et 3e d'azur au chevron accompagné en chef de deux étoiles et en pointe d'un lion, le tout d'or. |
| Blason de Jugeals-Nazareth | Détails | Le statut officiel du blason reste à déterminer. |

### Au cinéma
Dans le film Christ(off), le personnage principal Chris, interprété par Michaël Youn, quitte la commune où il résidait avec sa mère Marie et son beau-père Joseph. Le nom de Jugeals-Nazareth, qui apparaît à la neuvième minute, est l’une des nombreuses références bibliques à visée humoristique disséminées dans le film.